# Toon Krosse
Antonius Johannes Wilhelmus (Toon) Krosse (Deventer, 29 oktober 1910 – Schalkhaar, 21 juli 1982) was een Nederlands politicus voor de Katholieke Volkspartij (KVP).

## Familie
Krosse was een zoon van Andreas Antonius Krosse, vertegenwoordiger van een rijwielenfabriek, en Alberdina Maria Tijhuis. Hij trouwde met Berendina Maria Meijer. Uit dit huwelijk werden een zoon en twee dochters geboren. Hij woonde met zijn gezin in Deventer en vanaf medio 1975 in Schalkhaar.

## Loopbaan
Krosse werd na de mulo handelsagent bij een importbedrijf. Hij werd later voorzitter van de Handelsreizigersvereniging en adviseur van het Nederlands Katholiek Ondernemers Verbond.
Hij vervulde diverse bestuursfuncties bij de Katholieke Volkspartij en was omstreeks 1966 vicevoorzitter van de KVP Kamerkring Overijssel. Van 23 februari 1967 tot 8 juni 1977 was hij lid van de Tweede Kamer der Staten-Generaal. Krosse was woordvoerder middenstandszaken en binnenlandse zaken (gemeentelijke herindeling) van de KVP-fractie. Hij hield zich verder onder meer bezig met ambtenarenzaken, civiele verdediging, verkeer, voortgezet onderwijs en met specifiek Overijsselse onderwerpen. Hij was voorzitter van de bijzondere Kamercommissie voor de ontwerp-Winkelsluitingswet (1975-1976). Naast het Kamerlidmaatschap was hij was korte tijd lid van de Provinciale Staten van Overijssel (1969-1970).
Krosse overleed in 1982, op 71-jarige leeftijd.
- Biografisch Portaal: 87952757
- Parlement.com: vg09ll2j68zm